# Preto
Preto, właśc. João Luiz Ferreira da Silva (ur. 12 czerwca 1981 w Novo Hamburgo) – brazylijski piłkarz występujący najczęściej na pozycji ofensywnego pomocnika, obecnie zawodnik Atlético Goianiense.

## Kariera
Preto ma za sobą występy w Europie – w niemieckim drugoligowym TSV Schwieberdingen i czwartoligowym Stuttgarter Kickers oraz w polskim drugoligowym Zagłębiu Lubin. W najwyższej klasie rozgrywkowej Brazylii grał dwukrotnie – w barwach São Caetano (2006, 8 meczów) oraz Portuguesy (2008, 32 mecze, 1 gol).